# Eva Kristin Hansen
Eva Kristin Hansen (Trondheim, 5 de marzo de 1973) es una política noruega que se desempeñó como presidenta del Storting en 2021. También se ha desempeñado como diputada por Sør-Trøndelag desde 2005. También fue líder de la Liga Juvenil de Trabajadores del Partido Laborista de 2000 a 2002.

## Carrera política

### Liga Juvenil y Parlamento
De 2000 a 2002 fue la líder de la Liga Juvenil de Trabajadores del Partido Laborista. Fue elegida miembro del Parlamento noruego por Sør-Trøndelag en 2005. Después de las elecciones de 2017 fue propuesta como candidata del Partido Laborista a la presidencia del Storting como alternativa al conservador en funciones Olemic Thommessen, quien había enfrentado duras críticas por su manejo del presupuesto en lo que respecta a las renovaciones del Storting. Hansen finalmente no fue elegida, sino que se convirtió en la primera vicepresidenta del Parlamento. Ella fue nuevamente la candidata del partido para el mismo puesto luego de las elecciones de 2021, que el grupo parlamentario del Partido Laborista acordó por unanimidad. El Storting votó a favor de confirmarla para el cargo el 9 de octubre de 2021, con 160 votos a favor y 8 abstenciones.

### Presidenta del Storting
Al convertirse en presidenta del Storting, Hansen prometió limpiar los casos en los que los representantes del Storting se beneficiaran de bienes económicos. También enfatizó la importancia de que gran parte del trabajo político se lleve a cabo en el Storting y no a través de los ministerios del gobierno, y dijo que "realmente se convertiría en una revitalización del trabajo del Storting".

## Controversias
El periodo Verdens Gang reveló en noviembre de 2021 que Hansen había incumplido las reglas parlamentarias de vivienda, la cual dice que si los miembros del parlamento residen a más de 40 kilómetros de la sede del mismo, se les proporciona una vivienda finanziada por el estado. Hasen residía en el municipio de Ski a solo 29 kilómetros de la sede del Parlamento, pero dio una dirección de Trondheim, su municipio natal. Ella se disculpó y admitió que había entendido mal las reglas.
Después de que la policía de Oslo iniciara una investigación sobre el incumplimiento de las reglas por parte de varios parlamentarios, Hansen anunció que renunciaría como presidenta del Storting, asumiendo también que era una de dichos parlamentarios. Ella renunció formalmente el 23 de noviembre de 2021. La policía confirmó más tarde que Hansen no era sospechosa en su investigación.